# Бабін (Слупецький повіт)
Бабін (пол. Babin) — село в Польщі, у гміні Стшалково Слупецького повіту Великопольського воєводства.
Населення — 302 особи (2011).
У 1975-1998 роках село належало до Конінського воєводства.

## Демографія
Демографічна структура станом на 31 березня 2011 року:
|          | Загалом | Допрацездатний вік | Працездатний вік | Постпрацездатний вік |
| -------- | ------- | ------------------ | ---------------- | -------------------- |
| Чоловіки | 157     | 36                 | 105              | 16                   |
| Жінки    | 145     | 36                 | 84               | 25                   |
| Разом    | 302     | 72                 | 189              | 41                   |